# 長福寺 (いすみ市)
長福寺（ちようふくじ）は、千葉県いすみ市下布施にある天台宗の寺院。山号は硯山。

## 歴史
この寺は、寺伝によれば807年（大同2年）最澄によって創建されたとされ、山号は源頼朝から与えられたものという。

## 文化財
- 千葉県指定文化財
  - 木造薬師如来坐像
- 千葉県指定天然記念物
  - 長福寺のマキ

## 所在地
- 千葉県いすみ市下布施757